# 저넷 랭킨
저넷 피커링 랜킨(영어: Jeannette Pickering Rankin, 1880년 6월 11일 ~ 1973년 5월 18일)은 미국의 최초 여성 하원 의원이다.
제1차 세계대전과 제2차 세계대전의 선전포고 결의안을 둘 다 반대한 유일한 하원 의원이다. 특히 제2차 세계대전 선전포고 결의안은 그 많은 하원 의원 중 유일하게 반대했다.

## 같이 보기
- 바버라 리 (정치인)

## 역대 선거 결과
| 선거명      | 직책명                       | 대수 | 정당   | 득표율 | 득표수   | 결과 | 당락                   |
| ----------- | ---------------------------- | ---- | ------ | ------ | -------- | ---- | ---------------------- |
| 1916년 선거 | 하원의원 (몬태나 광역선거구) | 65대 | 공화당 | 24.31% | 76,932표 | 2위  | 몬태나주 하원의원 당선 |
| 1918년 선거 | 상원의원 (몬태나 제2부)      | 66대 | 국민당 | 23.14% | 26,013표 | 3위  | 낙선                   |
| 1940년 선거 | 하원의원 (몬태나 제1선거구)  | 77대 | 공화당 | 54.465 | 56,616표 | 1위  | 몬태나주 하원의원 당선 |